# Cantonul Châteauneuf-sur-Cher
Cantonul Châteauneuf-sur-Cher este un canton din arondismentul Saint-Amand-Montrond, departamentul Cher, regiunea Centru, Franța.

## Comune
| Comune                 | Populație (1999) | Cod poștal | Cod INSEE |
| ---------------------- | ---------------- | ---------- | --------- |
| Chambon                | 134              | 18190      | 18046     |
| Châteauneuf-sur-Cher   | 1 614            | 18190      | 18058     |
| Chavannes              | 164              | 18190      | 18063     |
| Corquoy                | 207              | 18190      | 18073     |
| Crézançay-sur-Cher     | 56               | 18190      | 18078     |
| Saint-Loup-des-Chaumes | 277              | 18190      | 18221     |
| Saint-Symphorien       | 105              | 18190      | 18236     |
| Serruelles             | 58               | 18190      | 18250     |
| Uzay-le-Venon          | 395              | 18190      | 18268     |
| Vallenay               | 709              | 18190      | 18270     |
| Venesmes               | 739              | 18190      | 18273     |